# L'experiment Belko
L'experiment Belko (títol original en anglès, The Belko Experiment) és una pel·lícula estatunidenca de thriller de terror de 2016 dirigida per Greg McLean i escrita per James Gunn, que relata les vivències de 80 treballadors estatunidencs que treballen a Bogotà per l'empresa Belko Industries i a qui una veu misteriosa els diu que han de començar a matar-se els uns als altres. Aquesta pel·lícula ha estat doblada al català.

## Argument[1][3][4]
Belko, una organització que ajuda empreses estatunidenques a subcontractar llocs de treball a l'Amèrica del Sud, té una seu a Bogotà (Colòmbia), on treballen 80 estatunidencs. Darrerament, l'empresa ha estat adoptant fortes mesures de seguretat, i fins i tot ha implantat dispositius de seguiment a la pell de cada empleat en cas de segrest. Un dia, i de manera inusual, Belko envia tots els treballadors colombians a casa seva i només es queden a l'oficina els expatriats. Poc després que comenci la jornada laboral Mike (John Gallagher Jr) observa com uns vigilants de seguretat fortament armats entren en l'hangar contigu; llavors una veu anuncia per megafonia que són objecte d'una prova i els ordena matar dues persones de la plantilla durant la pròxima mitja hora, si no volen morir-ne més. Naturalment, s'hi neguen, però en el moment en què una dona intenta sortir de l'edifici, de cop i volta es tanquen les persianes metàl·liques de totes les finestres i l'edifici queda blindat i sense aire condicionat, i els telèfons no funcionen. Atrapades en un infern claustrofòbic dominat per la veu, algunes persones reaccionen nervioses i d'altres creuen que es tracta d'una broma, però passada l'estona estipulada explota el cap d'alguns treballadors i queda clar que són en un joc de matar o ser matat.
Descobreixen que allò que ha fet esclatar els caps és el dispositiu que duen implantat al clatell, però que no es tracta de cap xip sinó de granades minúscules activades a distància. Quan Mike intenta treure-se-la emprant un cúter és amenaçat de mort per la veu, que continua amb el joc intentant que els treballadors es matin entre ells. En aquest moment sorgeixen de manera natural dos grups: els que intentaran sobreviure evitant ser la presa i fent qualsevol cosa que calgui per aconseguir deslliurar-se de morir (els membres de la direcció, principalment), erigint-se en àrbitres i sacrificant aquells qui consideren més prescindibles, i els que intentaran escapar de l'amenaça i mantenir-se vius fins que el joc acabi (la part inferior de l'escala corporativa i el personal de serveis, liderats per Mike). El primer grup pren la iniciativa, s'apropia de les armes, sorgeixen les aliances i, a mesura que el rellotge avança, i carrega contra totes les persones que pot per tal de guanyar el joc.
Aquesta lluita ferotge per la supervivència enfronta amics i estranys i els porta a un extrem de depravació, i al final només en queda un. Quan el macabre joc acaba queda clar que es tracta d'un complot internacional.

## Repartiment
| - John Gallagher Jr.: Mike Milch - Tony Goldwyn: Barry Norris - Adria Arjona: Leandra Florez - John C. McGinley: Wendell Dukes - Melonie Diaz: Dany Wilkins - Owain Yeoman: Terry Winters - Sean Gunn: Marty Espenscheid - Brent Sexton: Vince Agostino | - Josh Brener: Keith McLure - David Dastmalchian: Alonso "Lonny" Crane - David Del Rio: Roberto Jerez - Gregg Henry: la veu - Michael Rooker: Bud Melks - Rusty Schwimmer: Peggy Displasia - Abraham Benrubi: Chet Valincourt |

## Producció
James Gunn va començar a escriure la pel·lícula després de despertar d'un somni sobre un edifici d'oficines tancat en parets metàl·liques i escoltar una veu instruint els empleats que es matessin. Inicialment, Gunn va escriure la pel·lícula (com The Belco Experiment) abans de dirigir Super (2010), tot i que es va apartar del projecte una vegada va obtenir llum verda, ja que s'estava divorciant quasi al mateix temps. Segons Gunn: "Només volia estar al voltant dels meus amics i la meva família. No volia anar a rodar aquesta cosa que tractava de persones que s'estimen i s'importen i es veuen obligades a matar-se els uns als altres. Simplement, no semblava ser la manera com volia passar els següents mesos de la meva vida. Així que en vaig sortir." A mesura que el nom de Gunn es feia més gran, es va més o menys oblidar d'això fins que va rebre una trucada de Jon Glickman a MGM preguntant si encara estava interessat a fer-ho.
La majoria del repartiment va ser anunciada el maig de 2005, com John Gallagher Jr., Tony Goldwyn, i Melonie Diaz; d'altres, en canvi, com David Del Rio, Stephen Blackehart, Josh Brener, i Rusty Schwimmer, van fer-ho el juny.
El rodatge va començar l'1 de juny de 2015 a la capital colombiana i va finalitzar el mes següent, i la pel·lícula es va estrenar al Festival Internacional de Cinema de Toronto el 10 de setembre de 2016.

## Rebuda
Malgrat la puntuació positiva al portal IMDb, en els de Rotten Tomatoes i Metacritic ja no va rebre puntuacions tan altes. D'altra banda, la crítica generalista en va tenir una pitjor opinió, com l'estrella i mitja (sobre cinc) de Simon Abrams, del web de Roger Ebert o l'estrella (sobre quatre) de Rex Reed, del diari The New York Observer. Tot i així, Benjamin Lee de The Guardian li va concedir tres estrelles (de cinc), i Glenn Kenny de The New York Times, en va lloar alguns girs en l'argument i la voluntat del director de no deixar de tractar cap clixé, malgrat que també en va criticar la ironia barata de les matances coreografiades acompanyades amb la música de Dvořák i Txaikovski. En canvi, John DeFore de The Hollywood Reporter, va considerar que McLean va oferir una acció viciosa i principalment satisfactòria, amb un gènere que va considerar que apreciarien els fans però no el públic generalista.
The Belko Experiment, que comptava amb un pressupost de 5 milions de dòlars, va recaptar-ne 11 milions a tot el món.